# Estação Boissière
Boissière é uma estação da linha 6 do Metrô de Paris, localizada no 16.º arrondissement de Paris.

## Localização
A estação está localizada na avenue Kléber ao nível da rue Boissière.

## História
A estação foi aberta em 2 de outubro de 1900, na linha 2 Sud da época, entre Étoile e Trocadéro.
O nome da estação vem da rue Boissière que, na superfície, corta a avenue Kléber na qual a linha de metrô é traçada.
Em 2011, 2 145 714 passageiros entraram nesta estação. Ela viu entrar 2 150 445 passageiros em 2013, o que a coloca na 240ª posição das estações de metrô por sua frequência em 302.

## Serviços aos Passageiros

### Acesso

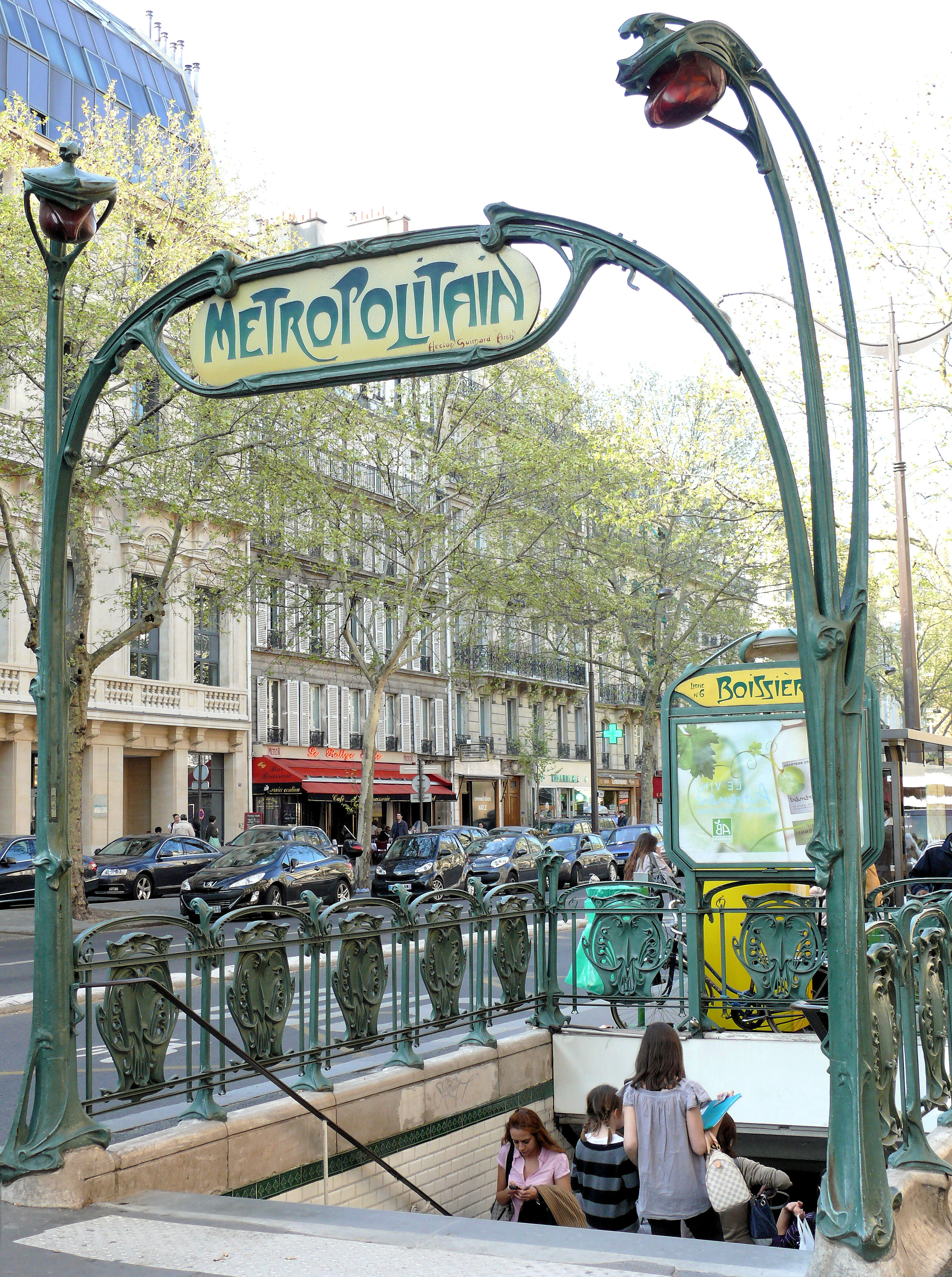
Edícula Guimard de acesso.

Ela possui um único acesso constituído de uma escada fixa e de uma edícula Guimard saindo face ao número 57 da avenue Kléber.

### Plataformas

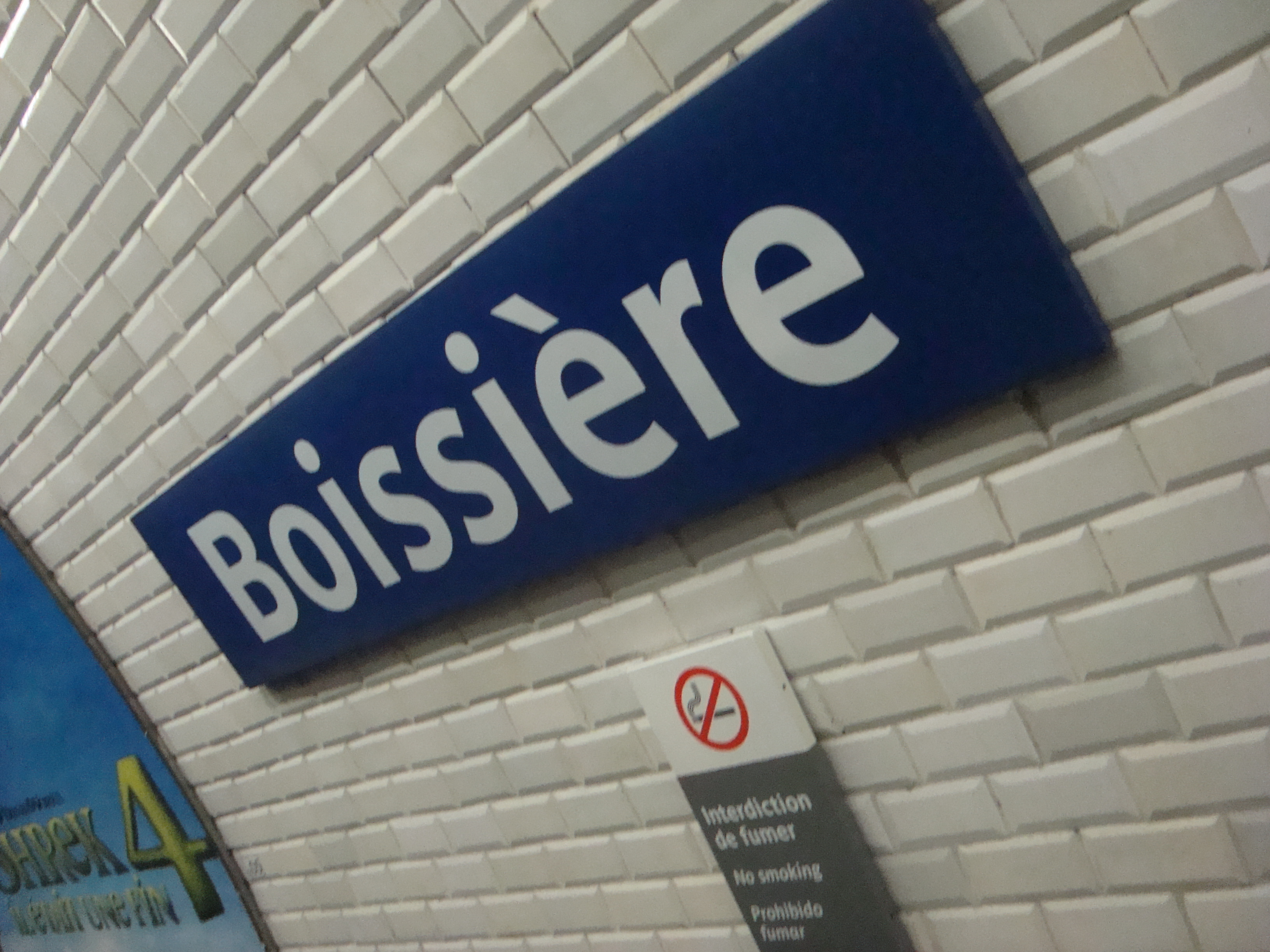
Placa da estação.

### Intermodalidade
A estação é servida pelas linhas 22, 30 e 82 da rede de ônibus RATP e, à noite, pela linha N53 da rede Noctilien.